# Гончарук Данило Євгенович
Данило Євгенович Гончарук (нар. 13 липня 2002, Кіровоград) — український футболіст, нападник футбольного клубу «Буковина».

## Клубна кар'єра
Народився в Кіровограді. У ДЮФЛУ з 2015 по 2019 рік виступав за «Олімпійський коледж імені Івана Піддубного» (Київ) та «Шахтар» (Донецьк) — 83 матчі (59 голів). На початку серпня 2019 року переведений до юнацької команди «гірників». Починаючи з сезону 2019/20 років почав залучатися до молодіжної команди «Шахтаря». У юнацькому (U-19) та молодіжному чемпіонатах України провів 44 матчі та відзначився 24 голами.
Восени 2020 року у таборі гірників стався спалах хвороби COVID-19, через що до тренувань з першою командою довелося залучати гравців молодіжної та юнацьких команд. 17 жовтня 2020 року вперше потрапив до заявки донецького клубу на матчі Прем'єр-ліги України, проти «Львова», в якому «гірники» перемогли з рахунком 5:1, але Данило залишився на лаві запасних. А вже 21 жовтня 2020 року потрапив до заявки «Шахтаря» на переможний (3:2) виїзному поєдинку 1-го туру групового етапу Ліги чемпіонів УЄФА проти мадридського «Реалу», але на поле також не виходив. Проте за «гірників» грав лише в Юнацькій лізі УЄФА, в якому дебютував 15 вересня 2021 року в переможному (5:0) виїзному поєдинку 1-го туру проти тираспольського «Шерифа». Данило вийшов на поле в стартовому складі, на 64-й хвилині відзначився голом, а на 78-й хвилині його замінив Владислав Погорілий. Загалом в Юнацькій лізі УЄФА зіграв 6 матчів та відзначився 2-ма голами.
Наприкінці лютого 2022 року відправився в орендду до «Маріуполя», але через російську агресію на території України так і не зіграв за приазовців жодного офіційного матчу. За даними головного тренера «Маріуполя» Остапа Марквича наприкінці березня 2022 року Данило Гончарук повинен був відправитися в оренду до одного з клубів Сан-Марино, але перехід так і не відбувся. Зрештою, 6 квітня 2022 року відправився в оренду до завершення сезону в каталонську «Льєйда Еспортіу». За нову команду дебютував 10 квітня 2022 року в переможному (2:1) виїзному поєдинку 29-го туру Сегунда Дивізіону проти «Террасси». Данило вийшов на поле на 83-й хвилині, замінивши Хоеля Фебаса.
Перед стартом сезону 2023/24 на правах оренди поповнив склад клубу «Кривбас». За криворізький клуб дебютував у матчі 11 туру УПЛ проти «Металіста 1925», вийшовши на заміну наприкінці зустрічі — це була його єдина гра в рамках вищого дивізіону. У лютому 2024 року підписав контракт з першоліговим футбольним клубом «Буковина».

## Кар'єра в збірній
Вперше виклик до юнацької збірної України (U-16) отримав у 2017 році. Дебютував за вище вказану команду 23 травня того ж року у товариському матчі проти однолітків із Чехії, а дебютним голом відзначився 24 березня 2018 року у матчі проти однолітків із Грузії. Загалом за команду U-16 у період 2017—2018 років провів 13 поєдинків, у яких відзначився 2 голами.
Виклик у юнацьку збірну України (U-17) отримав у серпні 2018 року, за яку дебютував 15 числа у переможному (2:0) товариському матчі проти однолітків зі Словаччини, а дебютним голом відзначився 20 вересня того ж року у матчі проти однолітків із Азербайджану. В офіційному матчі у футболці юнацької збірної України (U-17) вперше зіграв 10 жовтня 2018 року в нічийному (2:2) виїзному поєдинку кваліфікації юнацького чемпіонату Європи (U-17) 2019 року проти Ісландії. Гончарук вийшов на поле на 57-й хвилині, замінивши Богдана В'юнника. Загалом за юнацьку збірну України (U-17) зіграв 14 матчів і відзначився 2 голами.
У листопаді 2022 року викликався до складу молодіжної збірної України, за яку зіграв у двох товариських матчах проти однолітків із Ізраїлю та Грузії.